# شلی دووال
شلی دووال (به انگلیسی: Shelley Duvall) (۷ ژوئیهٔ ۱۹۴۹ – ۱۱ ژوئیهٔ ۲۰۲۴) بازیگر آمریکایی بود.

## زندگی
پدرش وکیل بود. در یک مهمانی رابرت آلتمن او را برای ایفای نقشی کوتاه در بروستر مکلود مناسب تشخیص داد. پس از آن در تعدادی از فیلم‌های آلتمن در نقش‌های اصلی و فرعی ظاهر شد و به خاطر بازی در فیلم سه زن جایزه بهترین بازیگر جشنواره کن را دریافت کرد.
طی دهه ۱۹۸۰ آرام‌آرام رو به نزول گذاشت و بیشتر به تهیه‌کنندگی در شبکه‌های کابلی رو آورد و یک کمپانی فیلم‌سازی به نام تینک اینترتینمنت را به راه انداخته است.
تنها فیلم غیر آلتمنی مهم او درخشش بود. در این فیلم نقش وی به عنوان همسر بی‌دفاع یک نویسنده مجنون به‌یادماندنی است.
دووال در دهه ۱۹۸۰ و در کار تهیه کنندگی بسیار موفق ظاهر شد مجموعه‌های تلویزیونی او نه تنها قدرت تخیل کودکان و تفکر بزرگسالان را به کار می‌گیرد بلکه فرصت مناسبی را نیز در اختیار کارگردانان و بازیگران قرار داد.
او همچنین در فیلم‌های افسانه مومیایی، سیب‌زمینی سرخ‌شده خانگی و کاسپر با وندی ملاقات می‌کند بازی کرده است.
شلی دووال در ۱۱ ژوئیه ۲۰۲۴، چهار روز بعد از تولد ۷۵ سالگی‌اش درگذشت.

## فیلم‌شناسی
- سیب زمینی سرخ شده خانگی (۱۹۹۸)
- کاسپر با وندی ملاقات می‌کند (۱۹۹۸)
- افسانه مومیایی (۱۹۹۸)
- رکسان (۱۹۸۷)
- سه زن (۱۹۷۷)
- درخشش (۱۹۸۰)
- پاپای (۱۹۸۰)
- بروستر مک کلود
- نشویل (۱۹۷۵)
- آنی هال (۱۹۷۷)
- سارقان زمان (۱۹۸۱)
- دزدهایی همچون ما
- بوفالو بیل و سرخپوستان، یا درس تاریخ گاو نشسته (۱۹۷۶)
- طبقه چهارم (۱۹۹۹)
- تصویر یک بانو (۱۹۹۶)
- جنگاور حومه شهر
- زیر (۱۹۹۵)